# Pinax Theatri Botanici
Pinax Theatri Botanici, es un libro ilustrado con descripciones botánicas que fue escrito por el botánico y médico suizo, Gaspard Bauhin y publicado en el año 1623.
Pinax theatri Botanici, es un hito de la historia de la botánica, al describir unas 6.000 especies y clasificarlas. El sistema de clasificación no era particularmente innovador, el uso de grupos tradicionales como "árboles", "arbustos" e "hierbas", y el uso de otras características utilizadas como, por ejemplo, agrupar las especias en el Aromata. Lo hizo correctamente en el grupo de gramíneas, leguminosas, y varios otros. Su contribución más importante está en la descripción de los géneros y especies. Introdujo muchos nombres de géneros que fueron adoptados más tarde por Linneo, y aún permanecen en uso. Para las especies cuida las descripciones. reduciéndolas a tan pocas palabras como sea posible, y en muchos casos una sola palabra bastaba como una descripción, lo que da la apariencia de un nombre de dos partes. Sin embargo, la descripción de una sola palabra era todavía una descripción destinada a ser de diagnóstico, no un nombre arbitrariamente elegido (en el sistema de Linneo, muchos nombres de especies son honoríficas, por ejemplo).